# DigitAlb
DigitAlb este o platformă albaneză media, digitală și TV terestră, cu sediul în Tirana, Albania. Platforma TV a început emisiunile terestre în iulie 2004, iar emisiunile prin satelit până la sfârșitul acelui an.